# 鮫島克駿
鮫島 克駿（さめしま かつま、1996年10月18日 - ）は、中央競馬（JRA）・栗東トレーニングセンターの騎手。佐賀県出身。父は佐賀競馬の元騎手で調教師でもある鮫島克也、10歳上の兄はJRA騎手の鮫島良太。

## 来歴
父に直接「ジョッキーになれ」と言われたことはなかったが、幼少期より自然と騎手を志す。小学校5年生から乗馬を始め、内田博幸や三浦皇成がかつて習っていたことを聞くと地元の器械体操クラブにも通った。2012年に競馬学校騎手課程に入学（第31期）。卒業時には最も騎乗技術に優れた卒業生に贈られる「アイルランド大使特別賞」を受賞した。
2015年3月に栗東・浅見秀一厩舎から騎手デビュー。3月14日中京2R（3歳未勝利）で自厩舎のタピエスに騎乗して1着となり、初騎乗から6戦目でJRA初勝利を挙げた。同年の新人の中でも一番乗りでの勝利となった。デビュー1年目は同期で最多となる39勝を挙げ、JRA賞最多勝利新人騎手に輝く。しかし、騎乗停止があったため、中央競馬関西放送記者クラブ賞は受賞できず、鮫島に次ぐ30勝を挙げた加藤祥太が受賞した。
2016年は4月から5月にかけて約1ヶ月間騎乗を控える期間があり、ファンの間でも様々な憶測を呼んだ。
2017年12月28日の阪神4Rをハギノフロンティアで勝利し、現役89人目となるJRA通算100勝を達成した。
2020年2月23日小倉11Rの小倉大賞典をカデナで勝利し、44回目の挑戦でJRA重賞初制覇となった。同年9月27日、中京2Rをバイスで1着となり、2159戦目で現役59人目となるJRA通算200勝を達成。
2022年2月28日をもって浅見秀一厩舎が定年により解散するため、翌3月1日付けでフリーとなる。同年5月1日、福島7Rをランスルーで1着となり、4627戦目で現役51人目となるJRA通算300勝を達成。
2023年6月18日、函館5Rをコルルディで1着となり、現役46人目となるJRA通算400勝を5641戦目で達成した。
2024年8月25日、中京9Rをカズペトシーンで1着となり、現役34人目となるJRA通算500勝を6656戦目で達成。

## 人物
- 目標の騎手は福永祐一。

## 騎乗成績
|            | 日付          | 競馬場・開催     | 競走名     | 馬名               | 頭数 | 人気 | 着順 |
| ---------- | ------------- | ---------------- | ---------- | ------------------ | ---- | ---- | ---- |
| 初騎乗     | 2015年3月1日  | 1回小倉8日目5R   | 3歳未勝利  | ルーナデラセーラー | 13頭 | 11   | 13着 |
| 初勝利     | 2015年3月14日 | 2回中京1日目2R   | 3歳未勝利  | タピエス           | 16頭 | 4    | 1着  |
| 重賞初騎乗 | 2015年8月9日  | 2回小倉4日目11R  | 小倉記念   | タガノグランパ     | 17頭 | 7    | 10着 |
| 重賞初勝利 | 2020年2月23日 | 1回小倉12日目11R | 小倉大賞典 | カデナ             | 14頭 | 4    | 1着  |
| GI初騎乗   | 2016年3月27日 | 2回中京6日目11R  | 高松宮記念 | スギノエンデバー   | 18頭 | 18   | 15着 |

### 年度別成績
| 年度   | 1着 | 2着 | 3着 | 騎乗数 | 勝率 | 連対率 | 複勝率 | 表彰式                    |
| ------ | --- | --- | --- | ------ | ---- | ------ | ------ | ------------------------- |
| 2015年 | 39  | 42  | 42  | 519    | .075 | .156   | .237   | JRA賞（最高勝利新人騎手） |
| 2016年 | 30  | 32  | 36  | 623    | .048 | .100   | .157   |                           |
| 2017年 | 31  | 36  | 35  | 554    | .056 | .121   | .184   |                           |
| 2018年 | 42  | 54  | 47  | 696    | .060 | .138   | .205   |                           |
| 2019年 | 28  | 44  | 31  | 474    | .059 | .152   | .217   |                           |
| 2020年 | 37  | 52  | 48  | 641    | .058 | .138   | .214   |                           |
| 2021年 | 69  | 69  | 67  | 827    | .083 | .167   | .248   |                           |
| 2022年 | 80  | 73  | 91  | 889    | .090 | .172   | .274   |                           |
| 2023年 | 75  | 89  | 85  | 869    | .086 | .189   | .287   |                           |
| 中央   | 430 | 491 | 482 | 6092   | .071 | .151   | .230   |                           |

鮫島克駿の年度別成績（netkeiba.com）、競馬ラボを参照

## 主な騎乗馬
- カシノランペイジ（2018年たんぽぽ賞）
- カデナ（2020年小倉大賞典）
- サンレイポケット（2021年新潟大賞典）
- ファストフォース（2021年CBC賞）
- メイショウミモザ（2022年阪神牝馬ステークス）
- ブトンドール（2022年函館2歳ステークス）[16]
- オーロラテソーロ（2022年クラスターカップ）[17]
- ジャスティンパレス（2022年神戸新聞杯）[18]
- トウシンマカオ（2022年京阪杯）[19]
- プロミストウォリア（2023年アンタレスステークス）
- ジャンタルマンタル（2023年デイリー杯2歳ステークス）[20]
- シュトルーヴェ（2024年日経賞）
- サンライズジパング（2024年みやこステークス）
- サンデーファンデー（2025年プロキオンステークス）
- インプレス